# Винсънт Гало
Винсънт Гало (на английски: Vincent Gallo), е американски филмов актьор, режисьор, сценарист, музикант и художник.
Обикновено името му се свързва с участие в независими продукции сред които изпъква шедьовъра на Емир Кустурица - „Аризонска мечта“, както и филмите „Бъфало `66“ и Кафявият заек“ в които освен в главната роля, Гало е и режисьор и сценарист.

## Биография и кариера
Винсънт Гало е роден на 11 април 1961 година в Бъфало, щат Ню Йорк. Майка му Джанет е фризьор. Баща му Винченцо Вито Гало, също фризьор, е и професионален комарджия. И двамата му родители са емигранти от Сицилия.
В периода 1978-2002 година Гало живее в Ню Йорк Сити. През тези години той пътува много из Европа, живеейки за кратко в Париж и Рим. Първият му творчески проект е като член на базираната в Ню Йорк пост-пънк група „ГРЕЙ“. В края на 1970-те и първата половина на 1980-те Винсънт е активен художник от нюйоркската арт сцена, работейки с известния дилър на произведения на изкуството - Анина Носей.
През 1980-те той започва да експериментира и с кинематографията. Започва да се появява в независими продукции, сред които е филмът „The Way It Is“ (1984) с участието на Стив Бушеми. Постепенно се включва и в малки роли в хитови, големи продукции, сред които са „Добри момчета“ на Мартин Скорсезе и особено „Къщата на духовете“, където е възлов участник в блестящия актьорски състав. В този период най-много се откроява значимата му роля, като Пол Лежер в „Аризонска мечта“ на Кустурица. В този филм стават забележителни изпълненията му на препратки-вариации на култовата сцена със самолета и Кари Грант от „Север-северозапад“ на Алфред Хичкок.
През 1998 година излиза дебютният му режисьорски филм – „Бъфало `66“. Гало разполага с бюджет от 1 500 000 долара, бидейки режисьор, сценарист, главен актьор, композитор и изпълнител на музиката. Творбата печели множество номинации за награди, сред които на фестивала за независимо кино „Независим дух“. Излизането на този филм спечелва на автора солидна група от почитатели. През 2009 година актьорът е включен в главната роля в продукцията „Тетро“ под режисурата на Франсис Форд Копола.
Винсънт Гало е кръстник на Камерън – син на Крис Скуайър - баскитарист и съосновател на легендарната прогресив рок група Йес.

## Избрана филмография
| Година | Заглавие на български | Оригинално заглавие      | Роля           | Режисьор                  | Бележки |
| ------ | --------------------- | ------------------------ | -------------- | ------------------------- | ------- |
| 1990   | „Добри момчета“       | Goodfellas               | Вини Гало      |                           |         |
| 1993   | „Аризонска мечта“     | Arizona Dream            | Пол Лежер      |                           |         |
| 1993   | „Къщата на духовете“  | The House of the Spirits | Естебан Гарсия |                           |         |
| 1998   | „Бъфало `66“          | Buffalo '66              | Били Браун     | също режисьор и сценарист |         |
| 2003   | „Кафявият заек“       | The Brown Bunny          | Бъд Клей       | също режисьор и сценарист |         |
| 2009   | „Тетро“               | Tetro                    | Тетро          |                           |         |

## Награди и номинации
| Награди                 | Награди                       | Награди       | Награди                     |
| Награда                 | Категория                     | Филм          | Резултат                    |
| ----------------------- | ----------------------------- | ------------- | --------------------------- |
| Филмов фестивал в Кан   | Най-добър филм                | Кафявият заек | номинация за „Златна палма“ |
| Награди „Независим дух“ | Най-добър дебют като режисьор | Бъфало `66    | номинация                   |
| ФФ Сънданс              | Голямата награда на журито    | Бъфало `66    | номинация                   |
| Виенале                 | FIPRESCI Prize                | Кафявият заек | награда                     |

## Дискография
Албуми
- It Took Several Wives (1982, Family Friend Records) като Bohack
- The Way It Is Soundtrack (1984, Rojo Records)
- Buffalo '66 Soundtrack (1998, Will Records)
- When (2001, Warp Records)
- Recordings of Music for Film (2002, Warp Records)

EP-та
- So Sad (2001, Warp Records)

Сингли
- Honey Bunny (2001, Warp Records)